# مجلس وزراء مملكة هولندا

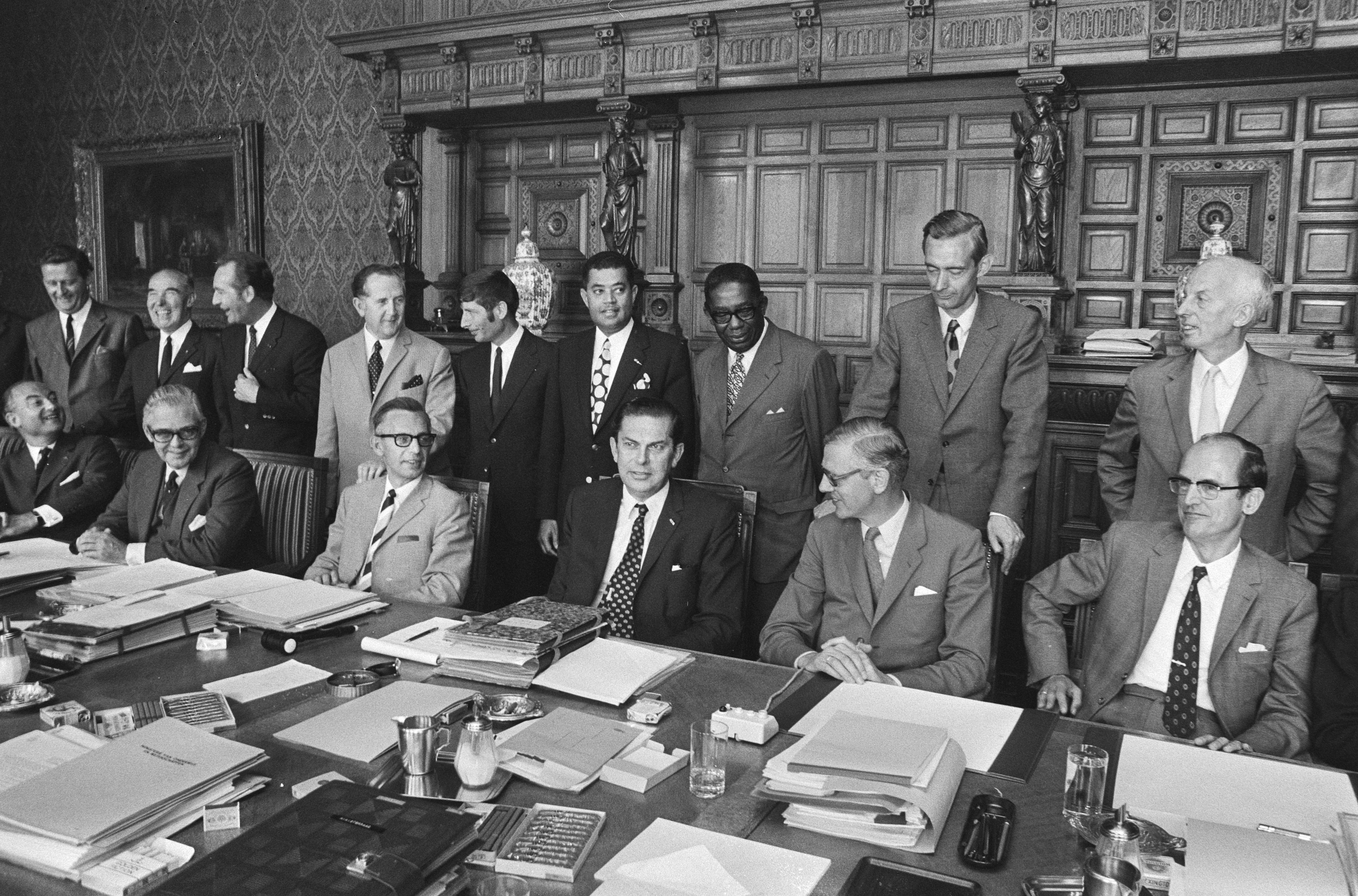
اجتماع مجلس وزراء المملكة مع الحكومة الجديدة في لاهاي، جالسين من اليسار إلى اليمين. نيلسن، بيشوفيل، أودينك، دريس، واقفين من اليسار إلى اليمين. من فين، من أجت، روزيندال،

مجلس وزراء مملكة هولندا (بالهولندية: Ministerraad van het Koninkrijk أو Rijksministerraad) هو المجلس التنفيذي لمملكة هولندا، ويتكون من الأربع دول التأسيسية: أروبا، كوراساو، وهولندا، وسينت مارتن. يتكون مجلس الوزراء من مجلس وزراء هولندا يكمله وزير أروبا المفوض، ووزير كوراساو المفوض، ووزير سانت مارتن المفوض. ويرأس رئيس وزراء هولندا مجلس وزراء المملكة. ويشكل مجلس وزراء المملكة جنباً إلى جنب مع الملك حكومة المملكة، المعروفة أيضاً باسم التاج.